# Bokeelia
Bokeelia es un lugar designado por el censo ubicado en el condado de Lee en el estado estadounidense de Florida. En el Censo de 2010 tenía una población de 1.780 habitantes y una densidad poblacional de 74,05 personas por km².

## Geografía
Bokeelia se encuentra ubicado en las coordenadas 26°40′29″N 82°8′29″O / 26.67472, -82.14139. Según la Oficina del Censo de los Estados Unidos, Bokeelia tiene una superficie total de 24.04 km², de la cual 22.74 km² corresponden a tierra firme y (5.41%) 1.3 km² es agua.

## Demografía
Según el censo de 2010, había 1.780 personas residiendo en Bokeelia. La densidad de población era de 74,05 hab./km². De los 1.780 habitantes, Bokeelia estaba compuesto por el 91.91% blancos, el 0.45% eran afroamericanos, el 0.17% eran amerindios, el 0.34% eran asiáticos, el 0% eran isleños del Pacífico, el 6.12% eran de otras razas y el 1.01% pertenecían a dos o más razas. Del total de la población el 19.21% eran hispanos o latinos de cualquier raza.